# Sparriger Schöterich
Der Sparrige Schöterich (Erysimum repandum), auch Spreiz-Schöterich genannt, ist eine Pflanzenart aus der Gattung Schöteriche (Erysimum) innerhalb der Familie der Kreuzblütengewächse (Brassicaceae). Sie ist in Eurasien weitverbreitet und in vielen Gebieten der Welt ein Neophyt.

## Beschreibung

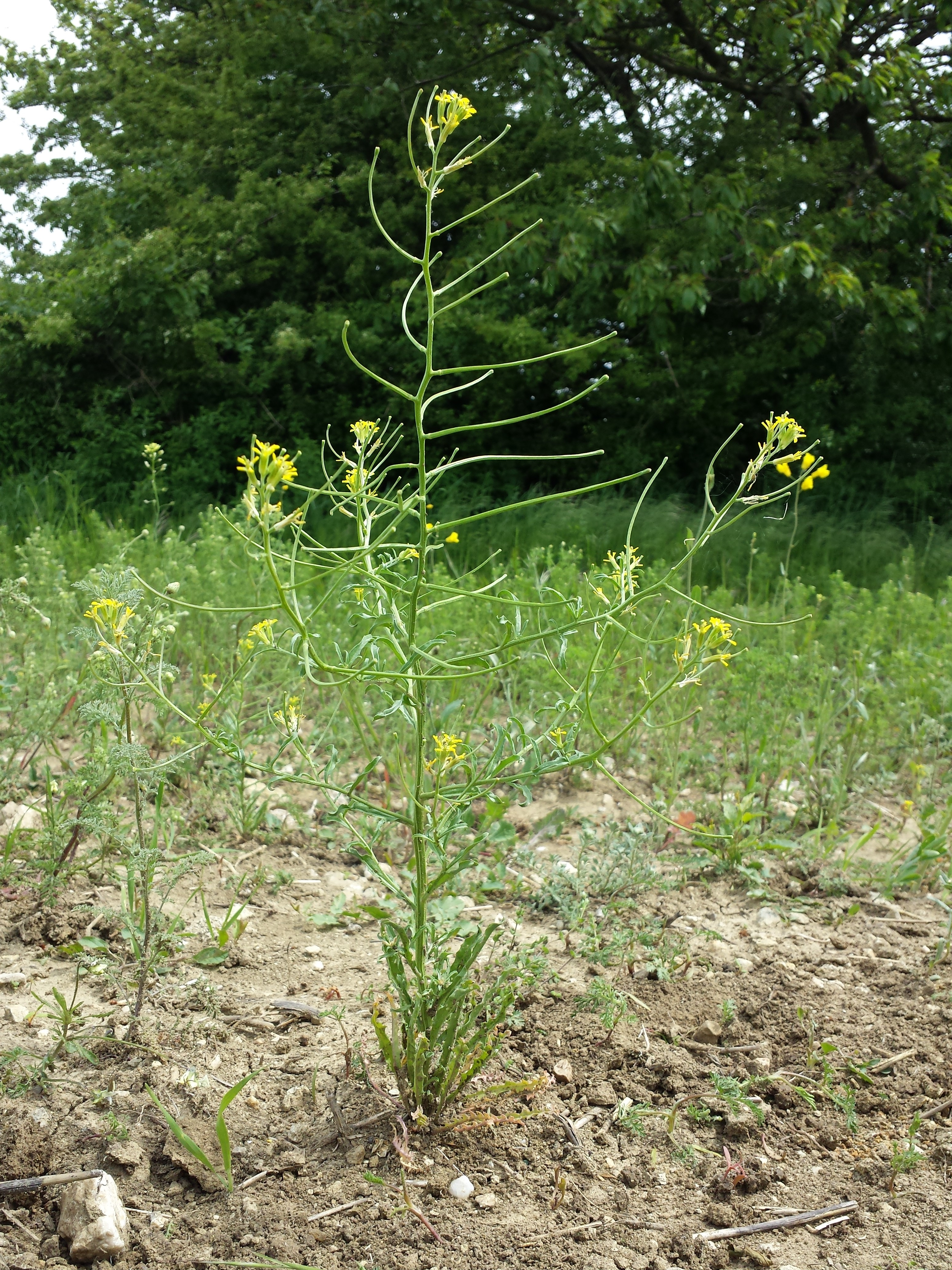
Habitus

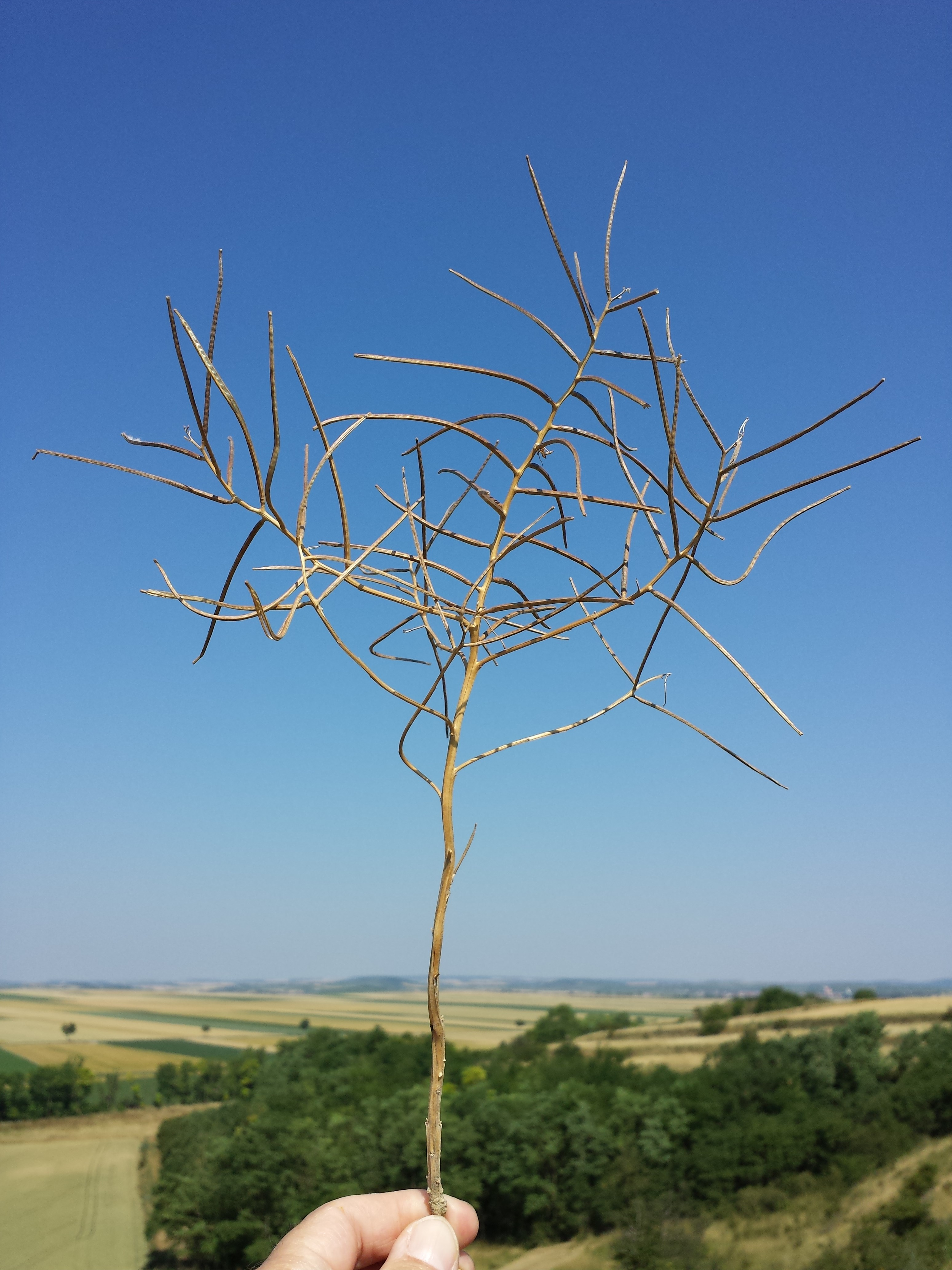
Habitus fruchtend

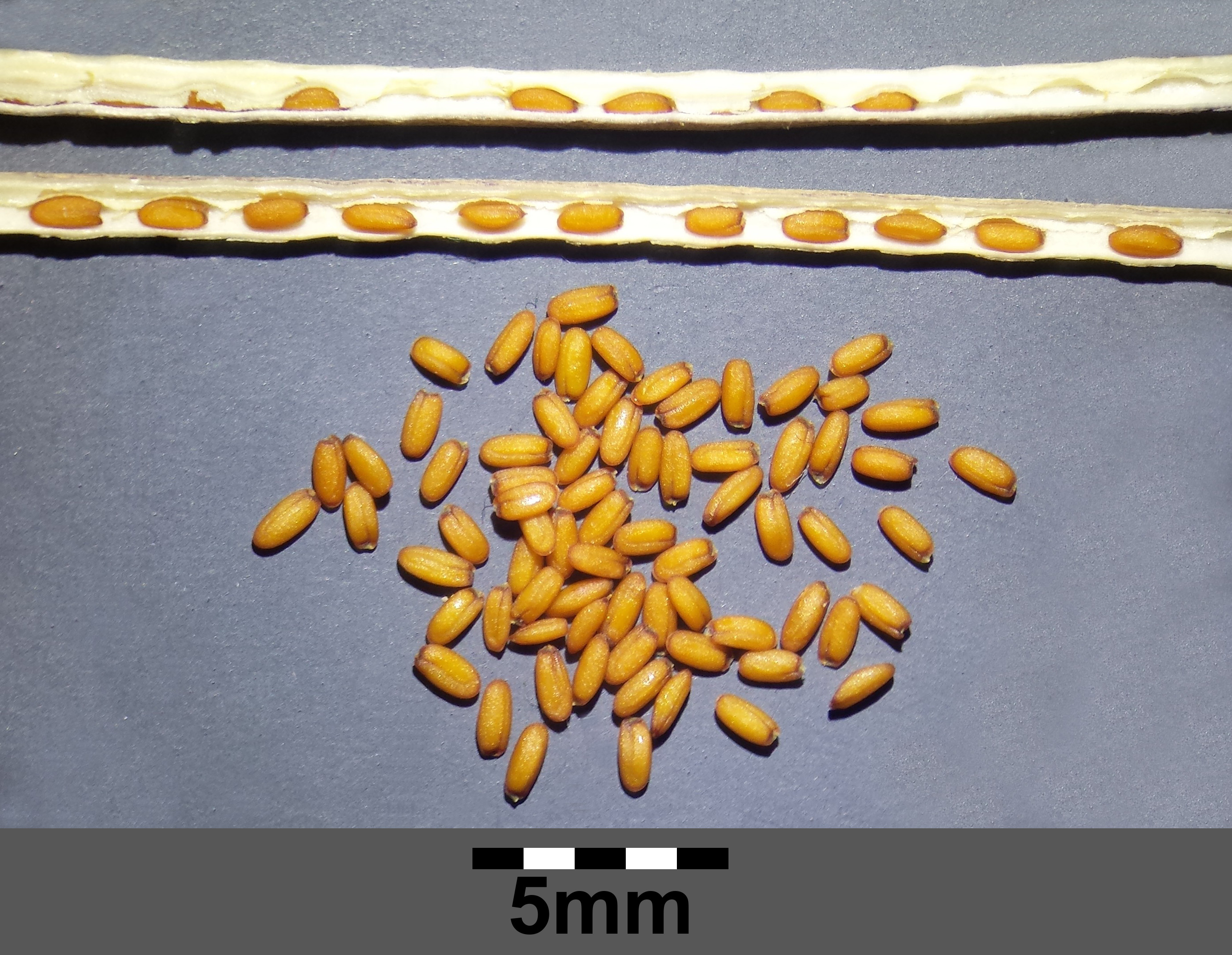
Geöffnete Schote mit Samen

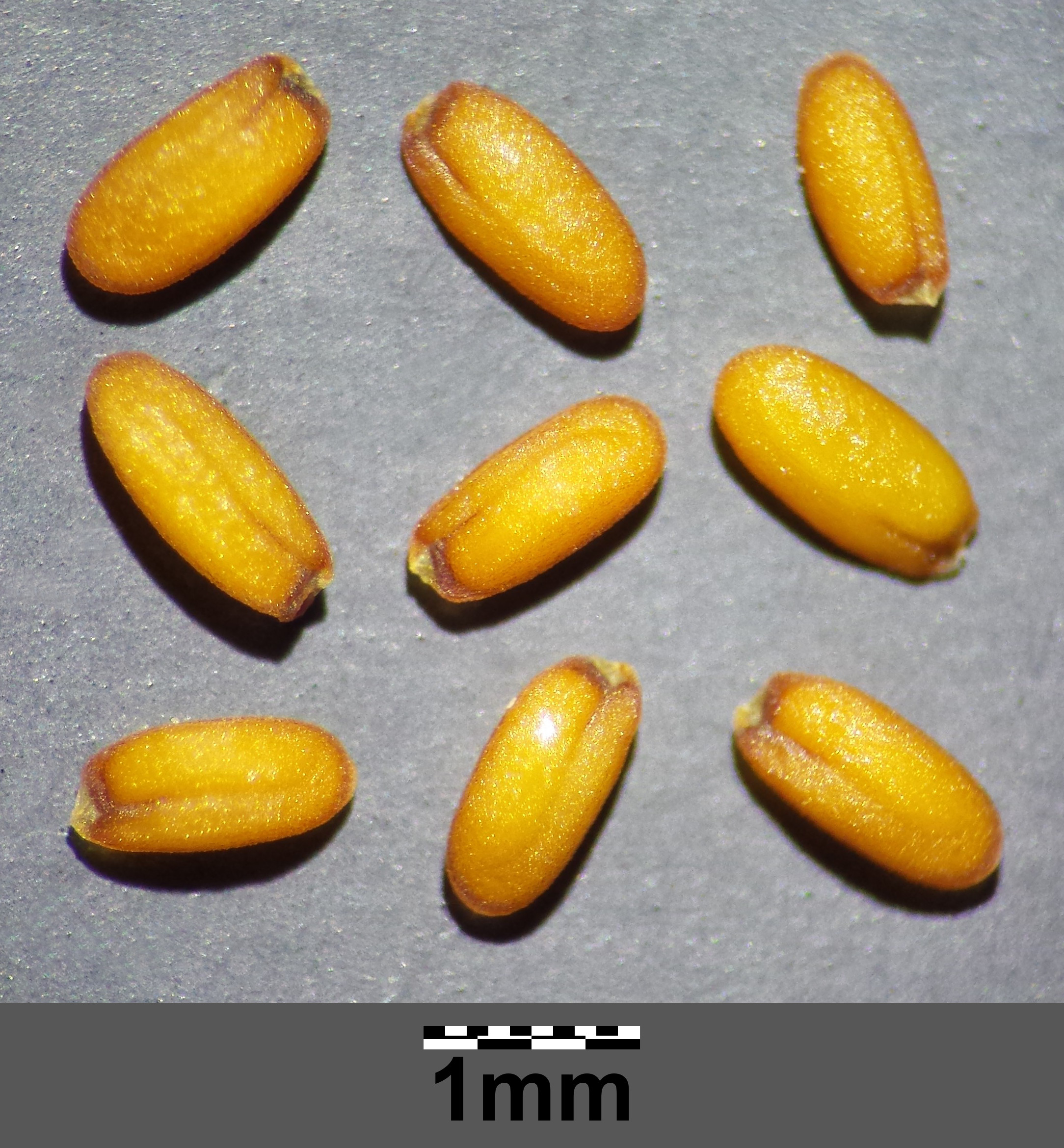
Samen

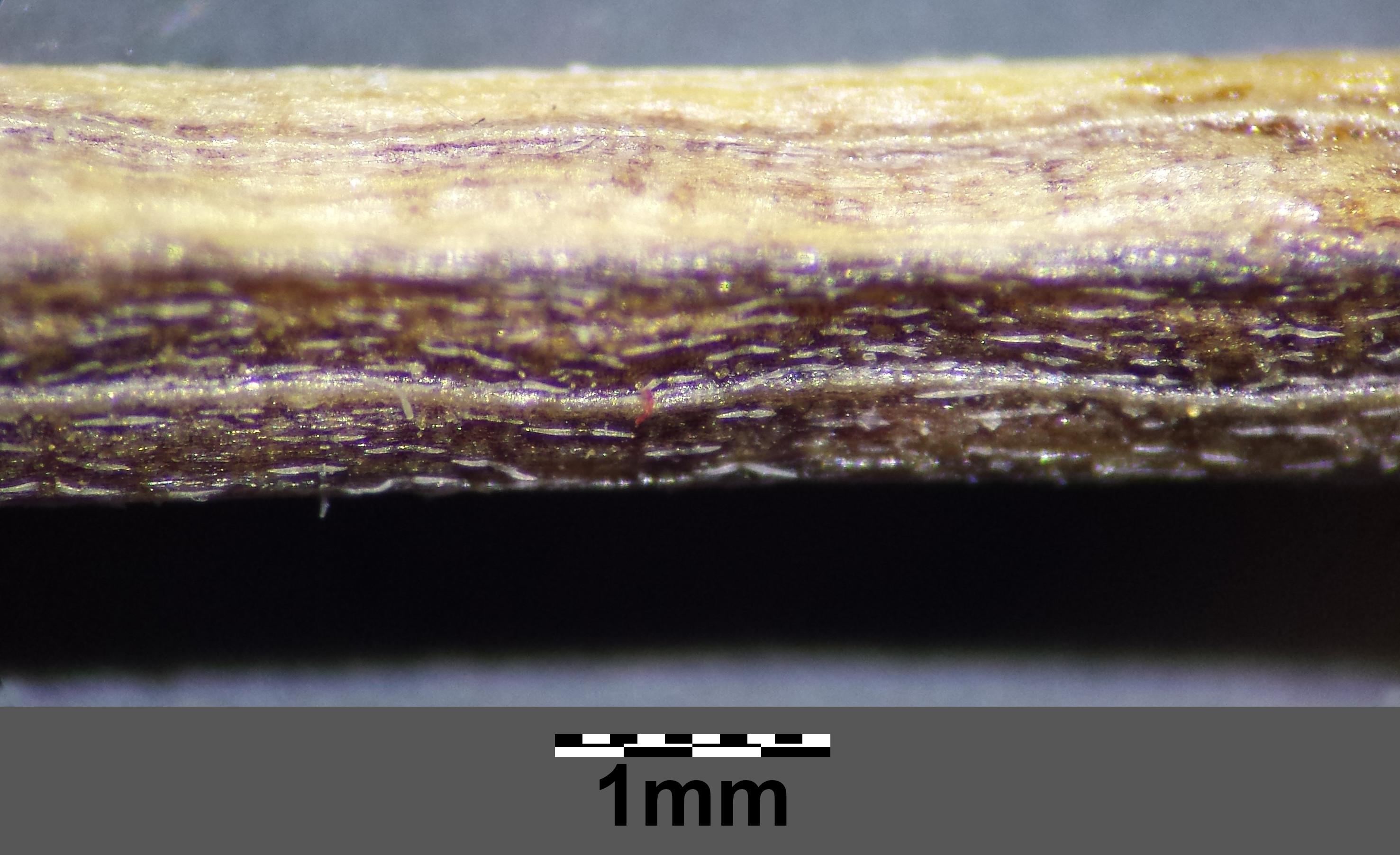
Schote mit Kompassnadelhaaren auf der Oberfläche

### Erscheinungsbild und Blatt
Der Sparrige Schöterich ist eine einjährige krautige Pflanze, die Wuchshöhen von meist 15 bis 45 (4 bis 70) Zentimetern erreicht. Die vegetativen Pflanzenteile besitzen zwei- bis dreistrahlige Haare (Indument). Der selbständig aufrechte, angedrückt behaarte Stängel ist einfach oder hauptsächlich im unteren Bereich verzweigt, wobei die obersten Verzweigungen meist ausgebreitet sind.
Von den wechselständig, grundständig sowie am Stängel verteilt angeordneten Laubblättern sind die unteren gestielt und die oberen sitzend. Die Blattstiele sind meist 0,5 bis 2 (0,3 bis 3) Zentimeter lang. Die flachen Blattspreiten sind bei einer Länge von meist 2 bis 8 (1 bis zu 11) Zentimetern sowie einer Breite von meist 5 bis 10 (2 bis 15) Millimetern elliptisch oder länglich, schmal verkehrt-lanzettlich bis linealisch mit spitz zulaufender Spreitenbasis und spitzem oberen Ende. Von den Stängelblättern sind bei den oberen die Blattränder fast ganzrandig bis geschweift gezähnt und die unteren buchtig-gezähnt, manchmal sind sie wellig. Die untersten Laubblätter sind oft schon während der Fruchtreife verwelkt. Auf den Blattspreiten sind mehr zwei- als dreistrahlige Haare (Trichome) vorhanden.

### Blütenstand und Blüte
In den anfangs schirmtraubigen später, durch Verlängerung der Blütenstandsachse, traubigen Blütenständen stehen 15 bis 30 Blüten zusammen; die Blütenstandsachse verlängert sich deutlich bis zur Fruchtreife auf eine Länge von bis zu 30 Zentimetern. Es sind keine Tragblätter vorhanden. Die meist relativ kurzen, dicken Blütenstiele verlängern sich bis zur Fruchtreife.
Die zwittrigen Blüten sind vierzählig und sind mit einem Durchmesser von bis zu 5 Millimetern relativ klein. Die vier freien Kelchblätter sind bei einer Länge von 4 bis 6 Millimetern sowie einer Breite von 0,7 bis 1 Millimetern linealisch-länglich. Ein Unterschied zu verwandten Arten ist, dass die Kelchblätter an ihrer Basis nicht sackartig sind. Die vier gelben Kronblätter sind bei einer Länge von 6 bis 9 Millimetern sowie einer Breite von 1,5 bis 2 Millimetern schmal verkehrt-lanzettlich bis spatelförmig mit gerundetem oberen Ende; sie sind mit einer Länge von 3 bis 6 Millimetern fast so lang genagelt wie die Kelchblätter lang sind. Die sechs Staubblätter stehen aufrecht. Die gelben Staubfäden sind 4 bis 6 Millimeter lang. Die Staubbeutel sind 0,7 bis 1,3 Millimeter lang und schmal linealisch. Der Fruchtknoten enthält meist 50 bis 80 (40 bis 90) Samenanlagen.

### Frucht und Samen
Die oft waagrecht abstehenden, 2 bis 4, selten bis zu 6 Zentimeter langen Fruchtstiele sind etwa ebenso dick wie die Schoten selbst. Die angedrückte behaarten Schoten sind bei einer Länge von meist 3 bis 8 (2 bis 10) Zentimetern sowie einem Durchmesser von 1 bis 2 Millimetern fast zylindrisch, schmal linealisch-länglich, vierkantig und gerade oder leicht nach oben gekrümmt. Die Fruchtklappen besitzen eine deutliche Mittelrippe und sind außen mit mehr zwei- als dreistrahlige Trichomen flaumig behaart sowie innen meist kahl oder manchmal flaumig behaart. Auf einem gedrungenen, 1 bis 4 Millimeter langen, zylindrischen oder fast keulenförmigen, spärlich flaumig behaarten bis kaum erkennbaren Griffel befindet sich die leicht zweilappige Narbe, wobei die Narben gleich lang wie breit sind.
Die Samen sind bei einer Länge von etwa 1,1 bis 1,5 Millimetern sowie einem Durchmesser von 0,6 bis 0,7 Millimetern länglich oder länglich-ellipsoid; sie sind meist ungeflügelt.

### Phänologie und Chromosomensatz
Die Blütezeit reicht in Mitteleuropa von Mai bis Juli und in China von April bis Juli. Die Früchte reifen in China zwischen Mai und September.
Die Chromosomengrundzahl beträgt x = 8; es liegt Diploidie vor also Chromosomenzahl von 2n = 16.

## Ökologie
Beim Sparrigen Schöterich handelt es sich um einen Therophyten.
Blütenökologisch handelt es sich um Scheibenblüten mit teilweise verdeckten Nektardrüsen (Nektarien) an der Basis der Staubblätter. Typische Bestäuber sind Insekten der Schwebfliegen (Syrphidae) sowie Bienen (Apiformes).
Die Samen sind die Diasporen.

## Vorkommen und Gefährdung
Das weite natürliche Verbreitungsgebiet reicht von Südwest- über Mittel- sowie Ost- bis Südosteuropa und von Westasien über den Kaukasusraum und Zentralasien bis zum Indischen Subkontinent und China. Es gibt Fundorte in Spanien, im nördlichen Italien, in Deutschland, im östlichen Österreich, im südwestlichen Polen, in Tschechien, in der Slowakei, in Slowenien, Ungarn, Serbien, Kroatien, Bosnien und Herzegowina, Montenegro, Bulgarien, Rumänien, Albanien, Mazedonien, im nördlichen Griechenland, Zypern, in der Türkei, Iran, Irak, Israel, Jordanien, Libanon, Syrien, Armenien, Aserbaidschan, Georgien, in Ciscaucasien, Krasnodar, Stavropol, Rostov, in der Ukraine, auf der Krim, in Kasachstan, Kirgisistan, Turkmenistan, Afghanistan, im indischen Jammu sowie Kaschmir und in Pakistan, Xinjiang sowie Liaoning.
In Europa ist der Sparrige Schöterich ist ein im Wesentlichen pannonisch-pontisches Florenelement. Sein Hauptverbreitungsgebiet liegt in Südosteuropa, im südlichen Russland und im südwestlichen Sibirien. Die Vorkommen in Wien, Niederösterreich und dem Burgenland sind ursprünglich und die übrigen mitteleuropäischen Standorte sind sekundär entstanden. Im Harz, an der Werra, in der Lausitz, in Thüringen, Sachsen-Anhalt und in Mainfranken kommt er vereinzelt, selten und stark zurückgehend vor. Während der Sparrige Schöterich in Deutschland als nicht gefährdet gilt, ist die Situation in den einzelnen Bundesländern sehr unterschiedlich: Hessen ausgestorben, Baden-Württemberg vom Aussterben bedroht, Thüringen stark gefährdet, Bayern gefährdet und unbeständig ist er in Berlin, Brandenburg, Mecklenburg-Vorpommern, Niedersachsen, Sachsen sowie Sachsen-Anhalt. In Österreich tritt die Art in Wien, Niederösterreich und dem Burgenland sowie unbeständig in der Steiermark, Kärnten und Tirol auf. In Salzburg ist sie ausgestorben. Im pannonischen Gebiet Österreichs ist der Sparrige Schöterich zerstreut, sonst nur selten zu finden. Er gilt als gefährdet, im südöstlichen Alpenvorland als stark gefährdet.
Erysimum repandum ist in vielen Gebieten der Welt, beispielsweise in Nord-, Südamerika, Australien sowie der Schweiz, ein Neophyt.
In China gedeiht Erysimum repandum an gestörten Standorten (Ruderalflora) und auf Weiden in Höhenlagen von 200 bis 1400 Metern. Der Sparrige Schöterich gedeiht in Mitteleuropa am besten auf stickstoffreichen Tonböden, der allerdings nicht überwiegend feucht sein sollte. Er erträgt auch kochsalzhaltige Böden. Er ist wärmeliebend und besiedelt Äcker, Ödland, Brachen und Wege.
Der Sparrige Schöterich ist nach Oberdorfer eine Charakterart des Verbandes Einjährige Ruderalgesellschaften (Sisymbrion Tx. et al. in Tx. 1950), es handelt sich um die Schwerpunktvorkommen. Die Hauptvorkommen liegen in Mitteleuropa in Äckern und kurzlebigen Unkrautfluren.
Die Zeigerwerte nach Ellenberg sind: Lichtzahl L 7 = Halblichtpflanze; Temperaturzahl T 7 = Wärmezeiger; Kontinentalitätszahl K 6 = subkontinental, gemäßigtes Steppenklima zeigend; Feuchtezahl F 4 = Trockenheits- bis Frischezeiger; keinen Wechsel der Feuchte zeigend; Reaktionszahl R 8 = Schwachbasen- bis Basen-/Kalkzeiger; Stickstoffzahl N 5 = mäßig stickstoffreiche Standorte anzeigend; Salzzahl S 2 = oligohalin, sehr geringen Salzgehalt zeigend; Schwermetallresistenz: nicht schwermetallresistent.

## Taxonomie
Die Erstveröffentlichung von Erysimum repandum erfolgte 1753 durch L. Synonyme für Erysimum repandum L. sind: Cheiranthus ramosissimus Lam., Cheirinia repanda (L.) Link, Crucifera repanda E.H.L.Krause, Erysimum comperianum Czern. ex Turcz., Erysimum rigidum DC., Erysimum ramosissimum Crantz. Das Artepitheton repandum bedeutet ausgeschweift, gekrümmt und bezieht sich auf den Blattrand.

## Giftigkeit
Der Sparrige Schöterich enthält herzwirksame Glykoside und ist deshalb giftig.

## Nutzung
Die medizinischen Wirkungen wurden untersucht.